# 红崖头（乙）遗址
红崖头(乙)遗址，位于中国青海省民和县巴州乡羊羔滩村，为青海省市县级文物保护单位，公布日期为1987年4月16日，类型为古遗址。
红崖头(乙)遗址的历史年代为马家窑类型、马厂类型、辛店文化。